# Eleições autárquicas de 1979 em Setúbal
As eleições autárquicas de 1979 serviram para eleger os membros dos diferentes órgãos do poder local no Concelho de Setúbal.

## Resultados Oficiais
Os resultados para os diferentes órgãos do poder local no Concelho de Setúbal foram os seguintes:

### Câmara Municipal
| Partido                 | Partido                   | Votos  | %               | +/-   | Vereadores | +/-     |
| ----------------------- | ------------------------- | ------ | --------------- | ----- | ---------- | ------- |
|                         | Aliança Povo Unido        | 23 606 | 44,92 / 100,00  | 10,14 | 4 / 9      | Estável |
|                         | Aliança Democrática       | 14 899 | 28,33 / 100,00  | Novo  | 3 / 9      | Novo    |
|                         | Partido Socialista        | 10 930 | 20,78 / 100,00  | 17,53 | 2 / 9      | 2       |
|                         | União Democrática Popular | 1 895  | 3,61 / 100,00   | -     | 0 / 9      | -       |
|                         | PCTP/MRPP                 | 274    | 0,51 / 100,00   | 0,37  | 0 / 9      | Estável |
| Votos Inválidos         | Votos Inválidos           | 972    | 1,85 / 100,00   | 1,07  |            |         |
| Total                   | Total                     | 52 569 | 100,00 / 100,00 |       | 9 / 9      |         |
| Eleitorado/Participação | Eleitorado/Participação   | 69 113 | 76,06 / 100,00  | 9,27  |            |         |

### Assembleia Municipal
| Partido                 | Partido                   | Votos  | %               | +/-   | Vereadores | +/-     |
| ----------------------- | ------------------------- | ------ | --------------- | ----- | ---------- | ------- |
|                         | Aliança Povo Unido        | 23 418 | 44,53 / 100,00  | 8,99  | 21 / 45    | 11      |
|                         | Aliança Democrática       | 15 035 | 28,59 / 100,00  | Novo  | 13 / 45    | Novo    |
|                         | Partido Socialista        | 11 075 | 21,06 / 100,00  | 10,05 | 10 / 45    | Estável |
|                         | União Democrática Popular | 1 919  | 3,65 / 100,00   | -     | 1 / 45     | -       |
|                         | PCTP/MRPP                 | 368    | 0,52 / 100,00   | 0,43  | 0 / 45     | Estável |
| Votos Inválidos         | Votos Inválidos           | 772    | 1,47 / 100,00   | 0,38  |            |         |
| Total                   | Total                     | 52 587 | 100,00 / 100,00 |       | 45 / 45    | 19      |
| Eleitorado/Participação | Eleitorado/Participação   | 69 147 | 76,05 / 100,00  | 9,01  |            |         |

### Juntas de Freguesia
| Partido                 | Partido                   | Votos  | %               | +/-   | Presidentes | Deputados | +/-     |
| ----------------------- | ------------------------- | ------ | --------------- | ----- | ----------- | --------- | ------- |
|                         | Aliança Povo Unido        | 23 664 | 45,64 / 100,00  | 9,77  | 4 / 6       | 49 / 111  | 18      |
|                         | Aliança Democrática       | 14 764 | 28,48 / 100,00  | Novo  | 2 / 6       | 33 / 111  | Novo    |
|                         | Partido Socialista        | 11 229 | 21,66 / 100,00  | 18,37 | 0 / 6       | 27 / 111  | Estável |
|                         | União Democrática Popular | 1 934  | 3,73 / 100,00   | -     | 0 / 6       | 2 / 111   | -       |
|                         | PCTP/MRPP                 | 255    | 0,49 / 100,00   | 0,30  | 0 / 6       | 0 / 111   | Estável |
| Votos Inválidos         | Votos Inválidos           | 739    | 1,41 / 100,00   | 1,61  |             |           |         |
| Total                   | Total                     | 52 585 | 100,00 / 100,00 |       | 6 / 6       | 111 / 111 | 43      |
| Eleitorado/Participação | Eleitorado/Participação   | 69 127 | 76,07 / 100,00  | 9,03  |             |           |         |

#### São Lourenço
| Partido                 | Partido                   | Votos | %               | +/-   | Vereadores | +/-  |
| ----------------------- | ------------------------- | ----- | --------------- | ----- | ---------- | ---- |
|                         | Aliança Povo Unido        | 1 341 | 45,78 / 100,00  | 7,66  | 6 / 13     | 2    |
|                         | Partido Socialista        | 805   | 27,48 / 100,00  | 22,56 | 4 / 13     | 1    |
|                         | Aliança Democrática       | 673   | 22,98 / 100,00  | Novo  | 3 / 13     | Novo |
|                         | União Democrática Popular | 69    | 2,36 / 100,00   | -     | 1 / 45     | -    |
| Votos Inválidos         | Votos Inválidos           | 41    | 1,40 / 100,00   | 3,90  |            |      |
| Total                   | Total                     | 2 929 | 100,00 / 100,00 |       | 13 / 13    | 4    |
| Eleitorado/Participação | Eleitorado/Participação   | 3 841 | 76,26 / 100,00  | 11,90 |            |      |

#### São Simão
| Partido                 | Partido                 | Votos | %               | +/-   | Vereadores | +/-     |
| ----------------------- | ----------------------- | ----- | --------------- | ----- | ---------- | ------- |
|                         | Aliança Povo Unido      | 714   | 45,42 / 100,00  | 0,25  | 6 / 13     | 2       |
|                         | Partido Socialista      | 533   | 33,91 / 100,00  | 17,43 | 5 / 13     | Estável |
|                         | Aliança Democrática     | 289   | 18,38 / 100,00  | Novo  | 2 / 13     | Novo    |
| Votos Inválidos         | Votos Inválidos         | 36    | 2,29 / 100,00   | 1,20  |            |         |
| Total                   | Total                   | 1 572 | 100,00 / 100,00 |       | 13 / 13    | 4       |
| Eleitorado/Participação | Eleitorado/Participação | 1 987 | 79,11 / 100,00  | 4,54  |            |         |

#### Nossa Senhora da Anunciada
| Partido                 | Partido                   | Votos  | %               | +/-   | Vereadores | +/-     |
| ----------------------- | ------------------------- | ------ | --------------- | ----- | ---------- | ------- |
|                         | Aliança Povo Unido        | 4 652  | 45,95 / 100,00  | 11,10 | 9 / 19     | 4       |
|                         | Aliança Democrática       | 2 784  | 27,50 / 100,00  | Novo  | 5 / 19     | Novo    |
|                         | Partido Socialista        | 1 973  | 19,49 / 100,00  | 15,65 | 4 / 19     | Estável |
|                         | União Democrática Popular | 504    | 4,98 / 100,00   | -     | 1 / 19     | -       |
|                         | PCTP/MRPP                 | 71     | 0,70 / 100,00   | -     | 0 / 19     | -       |
| Votos Inválidos         | Votos Inválidos           | 141    | 1,39 / 100,00   | 2,08  |            |         |
| Total                   | Total                     | 10 125 | 100,00 / 100,00 |       | 19 / 19    | 6       |
| Eleitorado/Participação | Eleitorado/Participação   | 13 611 | 74,39 / 100,00  | 9,55  |            |         |

#### São Julião
| Partido                 | Partido                   | Votos  | %               | +/-   | Vereadores | +/-  |
| ----------------------- | ------------------------- | ------ | --------------- | ----- | ---------- | ---- |
|                         | Aliança Democrática       | 4 164  | 46,09 / 100,00  | Novo  | 9 / 19     | Novo |
|                         | Aliança Povo Unido        | 2 774  | 30,71 / 100,00  | 6,91  | 6 / 19     | 3    |
|                         | Partido Socialista        | 1 717  | 19,01 / 100,00  | 24,04 | 4 / 19     | 1    |
|                         | União Democrática Popular | 231    | 2,56 / 100,00   | -     | 0 / 19     | -    |
|                         | PCTP/MRPP                 | 40     | 0,44 / 100,00   | -     | 0 / 19     | -    |
| Votos Inválidos         | Votos Inválidos           | 108    | 1,20 / 100,00   | 1,58  |            |      |
| Total                   | Total                     | 9 034  | 100,00 / 100,00 |       | 19 / 19    | 8    |
| Eleitorado/Participação | Eleitorado/Participação   | 11 741 | 76,94 / 100,00  | 7,29  |            |      |

#### Santa Maria da Graça
| Partido                 | Partido                   | Votos | %               | +/-   | Vereadores | +/-  |
| ----------------------- | ------------------------- | ----- | --------------- | ----- | ---------- | ---- |
|                         | Aliança Democrática       | 1 659 | 40,04 / 100,00  | Novo  | 8 / 19     | Novo |
|                         | Aliança Povo Unido        | 1 420 | 34,27 / 100,00  | 7,40  | 7 / 19     | 4    |
|                         | Partido Socialista        | 838   | 20,23 / 100,00  | 23,91 | 4 / 19     | 1    |
|                         | União Democrática Popular | 172   | 4,15 / 100,00   | -     | 0 / 19     | -    |
| Votos Inválidos         | Votos Inválidos           | 54    | 1,30 / 100,00   | 1,56  |            |      |
| Total                   | Total                     | 4 143 | 100,00 / 100,00 |       | 19 / 19    | 8    |
| Eleitorado/Participação | Eleitorado/Participação   | 5 491 | 75,45 / 100,00  | 7,29  |            |      |

#### São Sebastião
| Partido                 | Partido                   | Votos  | %               | +/-   | Vereadores | +/-     |
| ----------------------- | ------------------------- | ------ | --------------- | ----- | ---------- | ------- |
|                         | Aliança Povo Unido        | 12 763 | 51,50 / 100,00  | 10,61 | 15 / 28    | 8       |
|                         | Partido Socialista        | 5 363  | 21,64 / 100,00  | 14,21 | 6 / 28     | Estável |
|                         | Aliança Democrática       | 5 195  | 20,96 / 100,00  | Novo  | 6 / 28     | Novo    |
|                         | União Democrática Popular | 958    | 3,87 / 100,00   | -     | 1 / 28     | -       |
|                         | PCTP/MRPP                 | 144    | 0,58 / 100,00   | 1,02  | 0 / 28     | Estável |
| Votos Inválidos         | Votos Inválidos           | 359    | 1,45 / 100,00   | 2,20  |            |         |
| Total                   | Total                     | 24 782 | 100,00 / 100,00 |       | 28 / 28    | 13      |
| Eleitorado/Participação | Eleitorado/Participação   | 32 456 | 76,36 / 100,00  | 9,07  |            |         |

### Juntas antes e depois das Eleições
| Freguesia                  | 1976-1979 | 1976-1979          | 1976-1979      | 1979-1982 | 1979-1982           | 1979-1982      |
| -------------------------- | --------- | ------------------ | -------------- | --------- | ------------------- | -------------- |
| São Lourenço               |           | Partido Socialista | 50,04 / 100,00 |           | Aliança Povo Unido  | 45,78 / 100,00 |
| São Simão                  |           | Partido Socialista | 51,34 / 100,00 |           | Aliança Povo Unido  | 45,42 / 100,00 |
| Nossa Senhora da Anunciada |           | Partido Socialista | 35,09 / 100,00 |           | Aliança Povo Unido  | 45,95 / 100,00 |
| Santa Maria da Graça       |           | Partido Socialista | 44,14 / 100,00 |           | Aliança Democrática | 40,04 / 100,00 |
| São Julião                 |           | Partido Socialista | 43,05 / 100,00 |           | Aliança Democrática | 46,09 / 100,00 |
| São Sebastião              |           | Aliança Povo Unido | 40,89 / 100,00 |           | Aliança Povo Unido  | 51,50 / 100,00 |